# آریستون اسپارتا
آریستون (به زبان یونانی: Ἀρίστων) پادشاه اسپارتا، چهاردهم یوروپونتیدس‌ها، پسر آگاسیکلس، هم دوره با آناکساندرید دوم بود.
آریستون در حدود ۵۵۰ سال قبل از میلاد بر تخت سلطنت اسپارتان نشست و در حدود ۵۱۵ سال قبل از میلاد درگذشت. او پادشاه بسیار مورد احترامی بود و و دعای عمومی او برای داشتن یک پسر نشان می‌دهد که در آن هنگام، خاندان پروکلس نمایندگان دیگری داشت.
پس از دو ازدواج عقیم، پسری به نام دماراتوس از همسر سوم آریستون متولد شد که گفته شده همسر سوم وی با فریب دادن آریستون با دوستش آگِتوس، وی را به عمل آورده‌است.

## مراجعه
1. ↑  Pausanias iii. 7
2. ↑  Herodotus i. 65, vi. 61-66; Pausanias iii. 7. §7; Plutarch Apophth. Lac.